# Дрожкув
Дрожкув (пол. Drożków, нім. Droskau) — село в Польщі, у гміні Жари Жарського повіту Любуського воєводства.
Населення — 504 особи (2011).
У 1975-1998 роках село належало до Зеленогурського воєводства.

## Демографія
Демографічна структура станом на 31 березня 2011 року:
|          | Загалом | Допрацездатний вік | Працездатний вік | Постпрацездатний вік |
| -------- | ------- | ------------------ | ---------------- | -------------------- |
| Чоловіки | 267     | 54                 | 190              | 23                   |
| Жінки    | 237     | 42                 | 148              | 47                   |
| Разом    | 504     | 96                 | 338              | 70                   |